# Scarabée rhinocéros européen
Oryctes nasicornis
Pour les articles homonymes, voir Scarabée (homonymie).
Espèce
Le scarabée rhinocéros européen, Oryctes nasicornis, est une espèce d'insectes coléoptères de la famille des Scarabaeidae et de la sous-famille des Dynastinae.

## Répartition
Oryctes nasicornis est la seule des trois espèces paléarctiques du genre Oryctes qui vit en Europe occidentale, à l'exclusion des îles Britanniques. Il est répandu dans tout le bassin méditerranéen, jusqu'au Pakistan.

## Description
Oryctes nasicornis est de couleur brun rougeâtre ou châtain plus ou moins foncé, d'aspect vernissé.
Sa longueur de 20 à 40 mm en fait l'un des plus gros coléoptères qui se rencontrent en France.
Chez Oryctes nasicornis, le dimorphisme sexuel est marqué. La tête du mâle est surmontée d'une longue corne recourbée en arrière, d'où son nom vernaculaire de rhinocéros (« rhino », nez ; « ceros », corne). Pendant la saison des amours, il l'utilise comme arme pour soulever ses adversaires puis les projeter au sol pour éviter que ceux-ci ne s'accouplent avec la femelle. Cette dernière est dépourvue de corne.

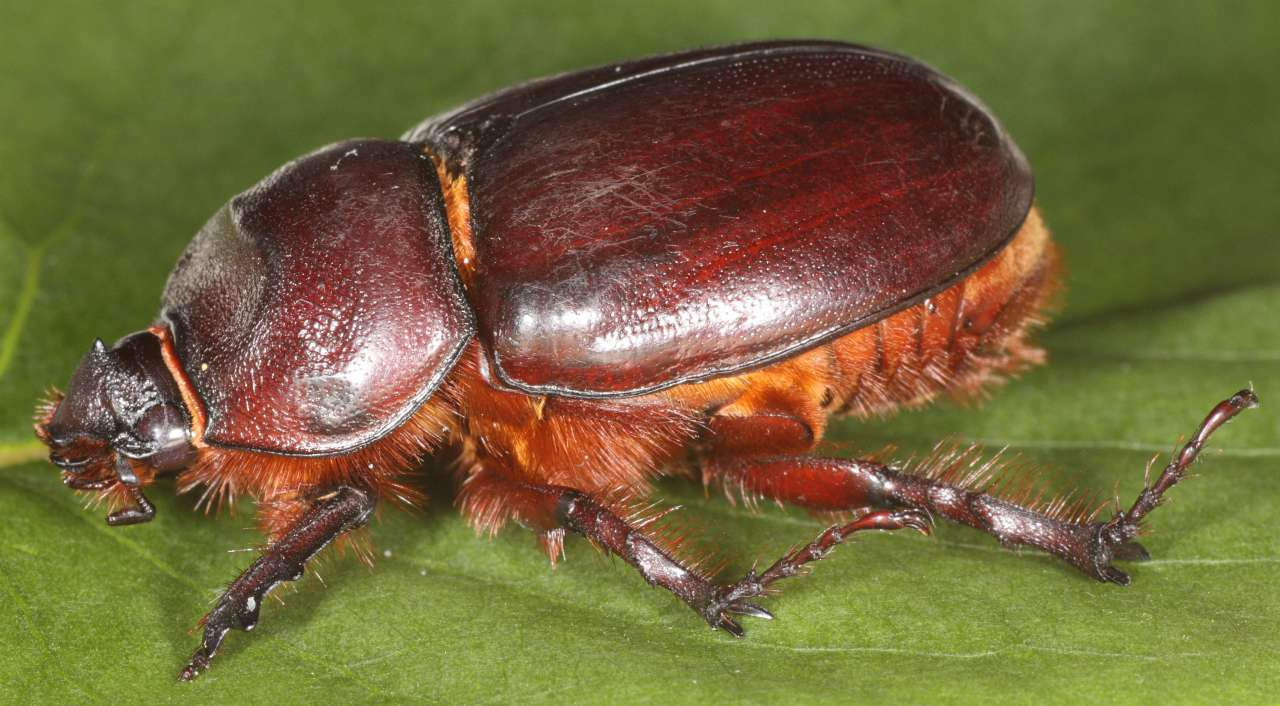
Femelle vue de profil
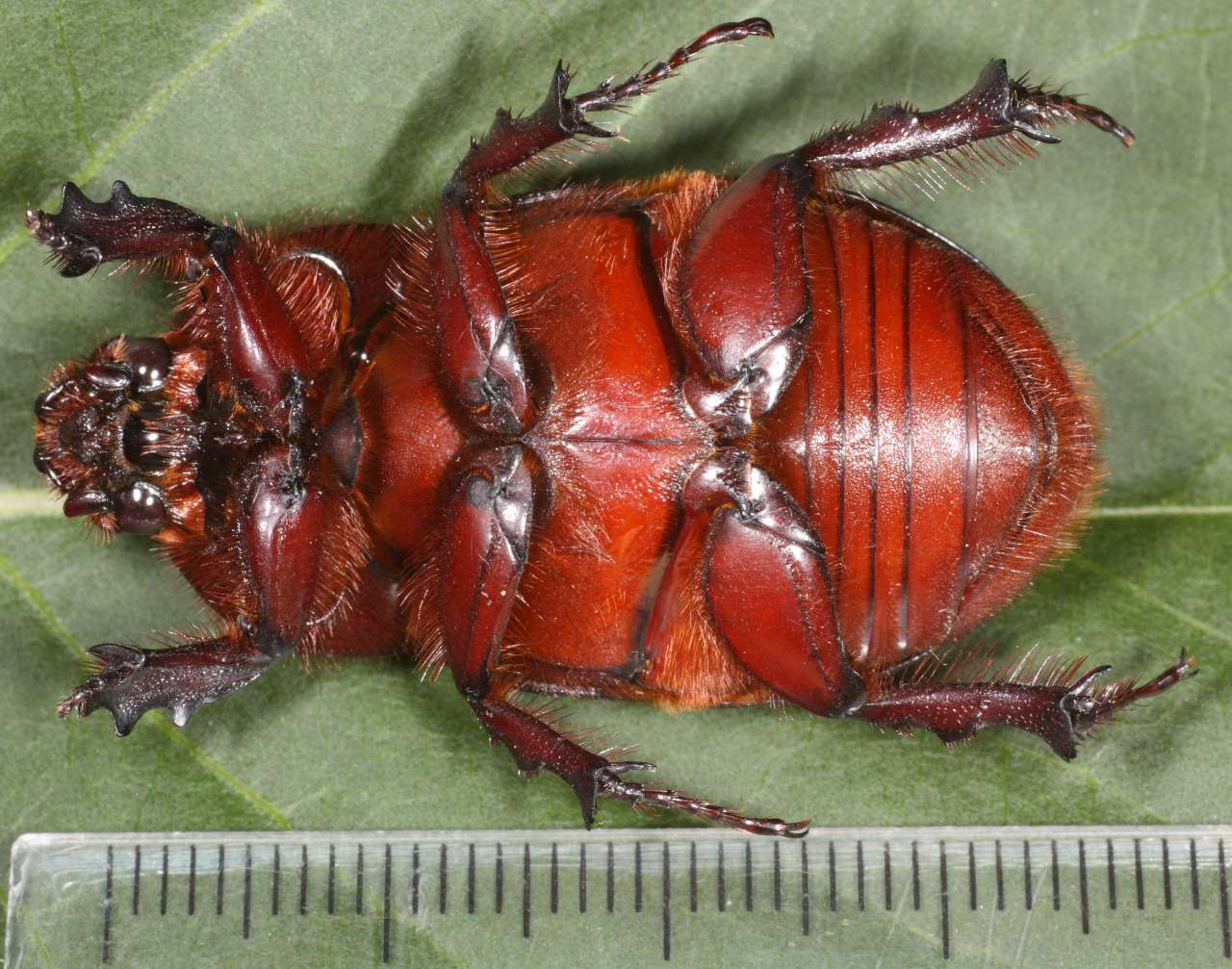
Face ventrale de la femelle
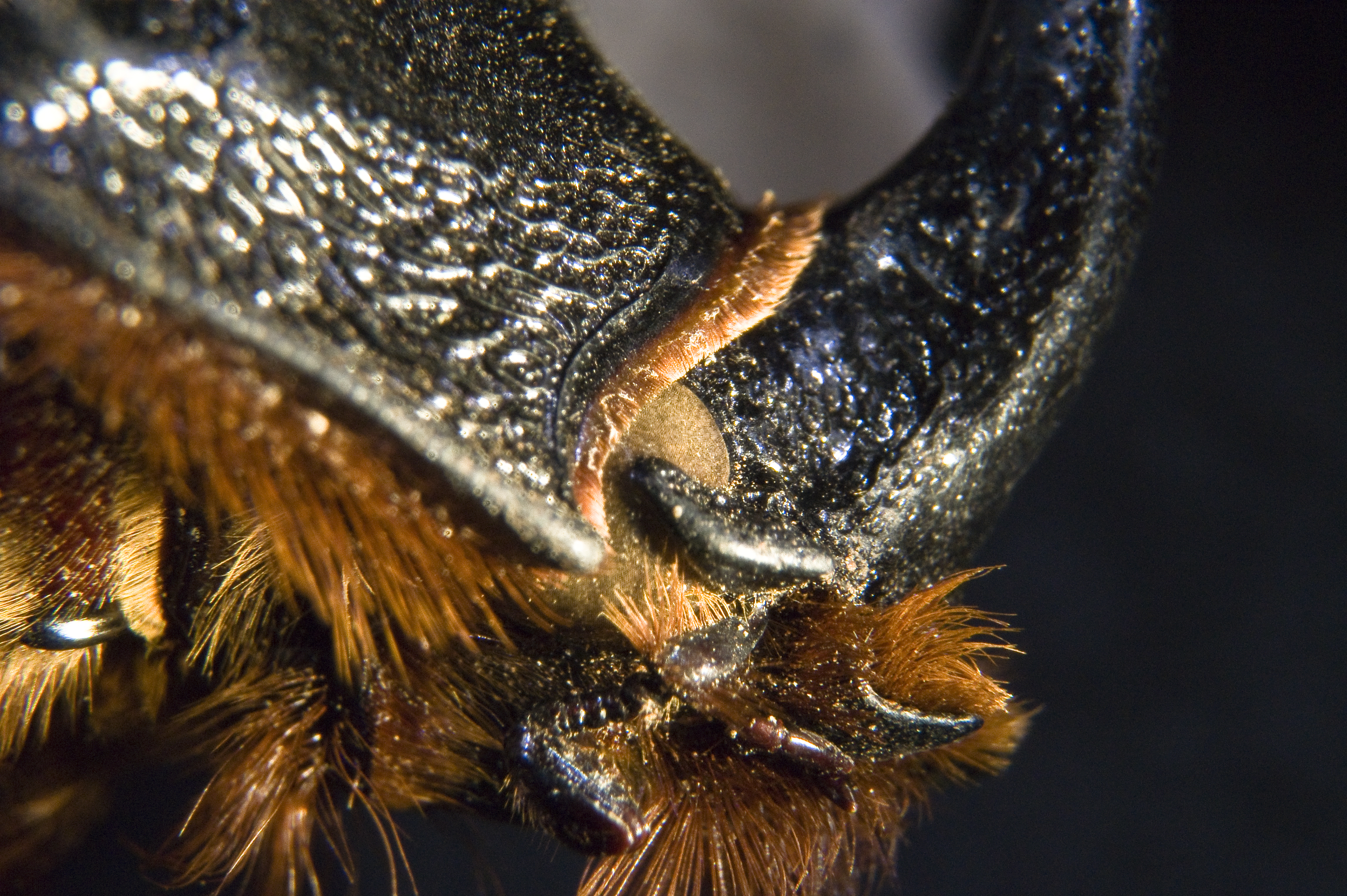
L'œil du mâle très protégé
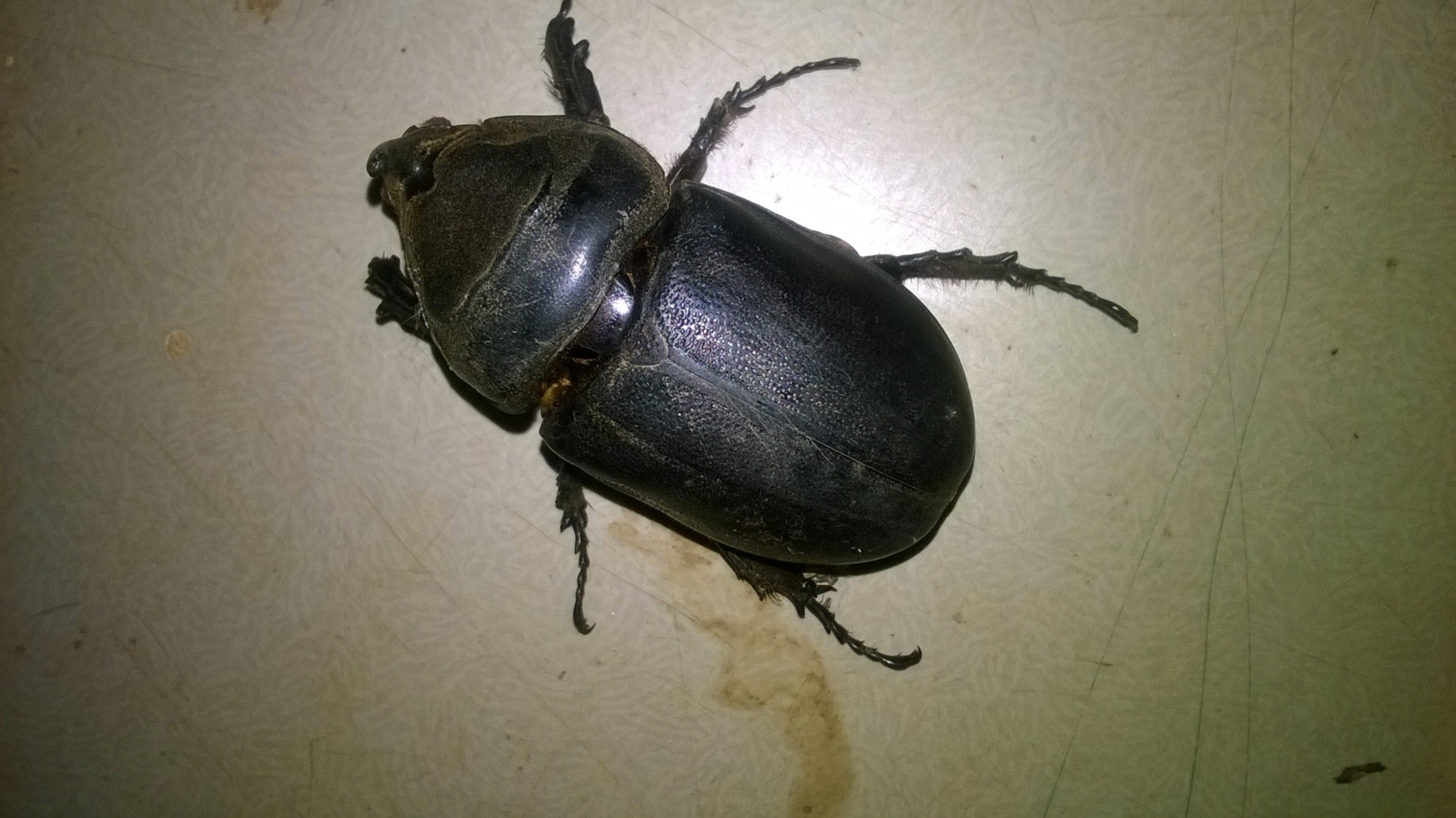
Profil dorsal d'un scarabée rhinocéros
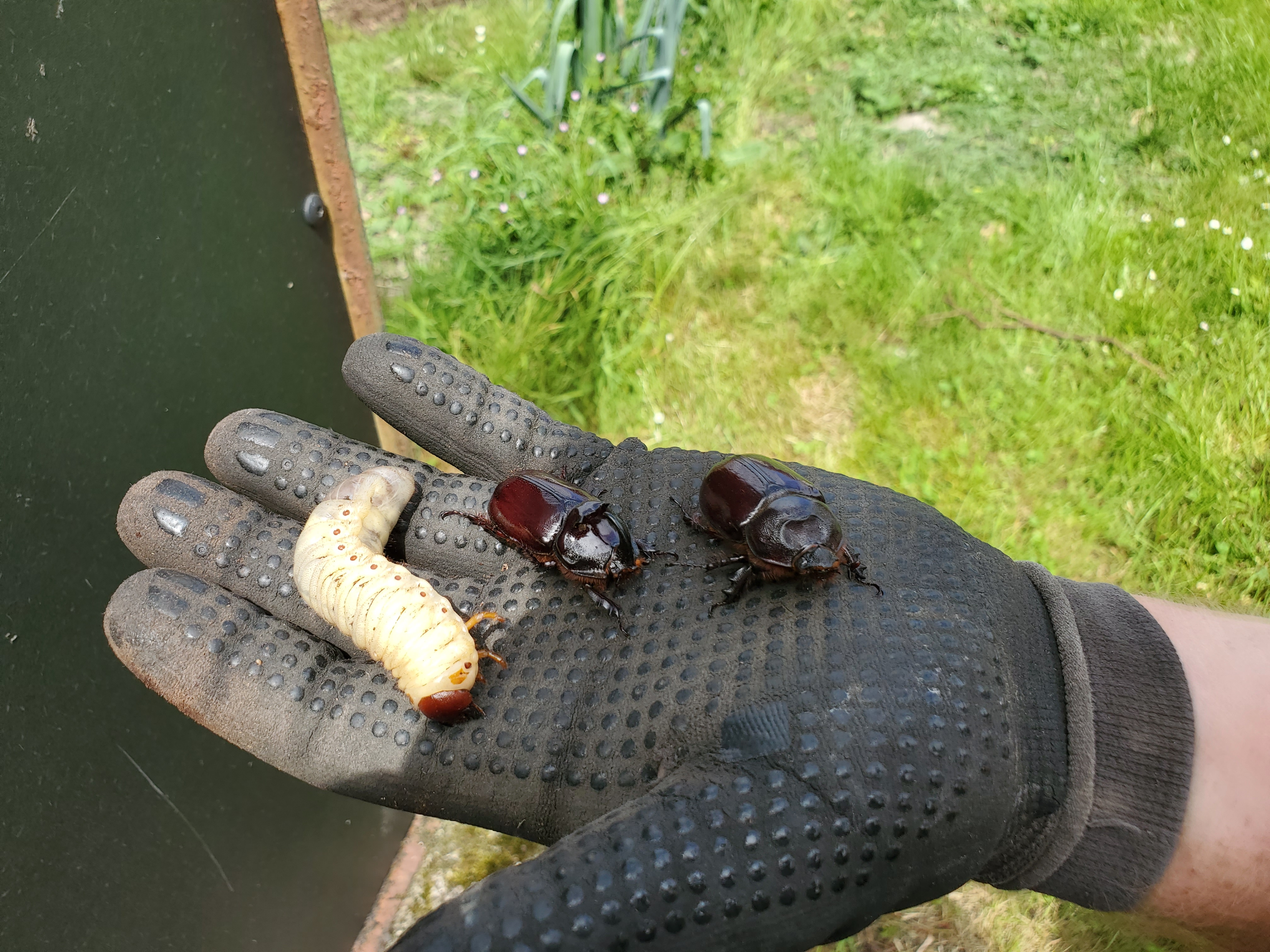
Scarabée rhinocéros, larve, mâle et femelle, taille comparative

La larve est arquée comme celle des hannetons. Elle se développe dans les matières végétales en décomposition, se nourrissant de bois (saproxylophagie) et de débris ligneux généralement non résineux. Elle vit entre la terre et du bois en putréfaction, dans les parties pourrissantes de vieux arbres, dans le terreau, les tas de compost et de feuilles mortes, les rebuts des tanneries et des scieries. Arrivée à maturité, elle mesure 60 mm de long ; jusqu'à 100 mm selon certains auteurs[réf. nécessaire]. La durée de son développement est de 2 à 4 ans. La taille de l'adulte peut être influencée par la qualité et l'abondance de la nourriture. L'hyménoptère Megascolia maculata (la scolie des jardins) est un parasite de la larve.
L'adulte émerge au printemps et vit jusqu'en automne. On l'observe surtout durant les mois de juin et juillet. Il est peu actif, vole au crépuscule et à la nuit, attiré par les lumières. Éprouvant des difficultés à se rétablir lorsqu'il tombe sur le dos, il peut être guetté sous les lampadaires par les fourmis. Il a pour prédateurs les rapaces nocturnes.

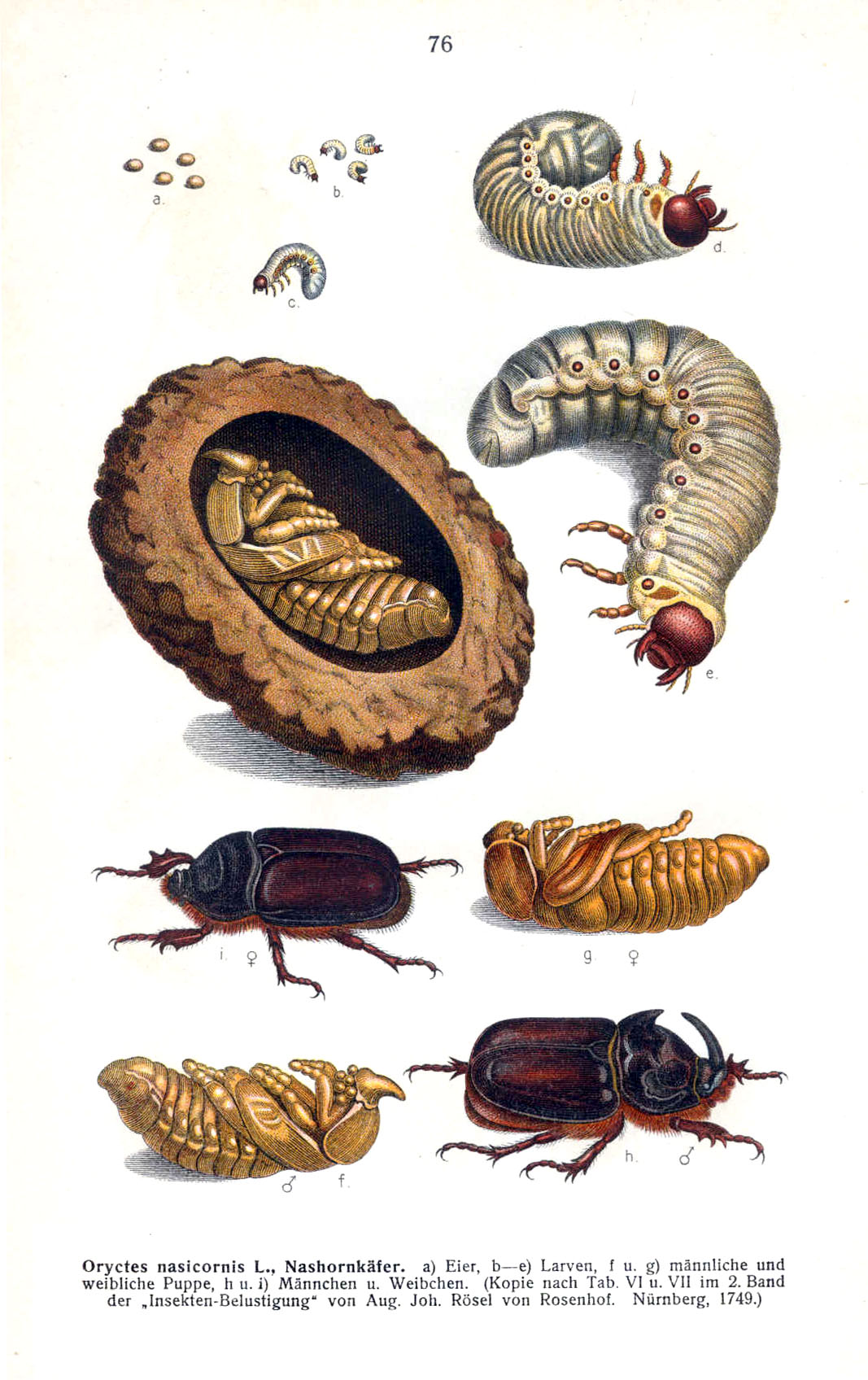
Stades de développement
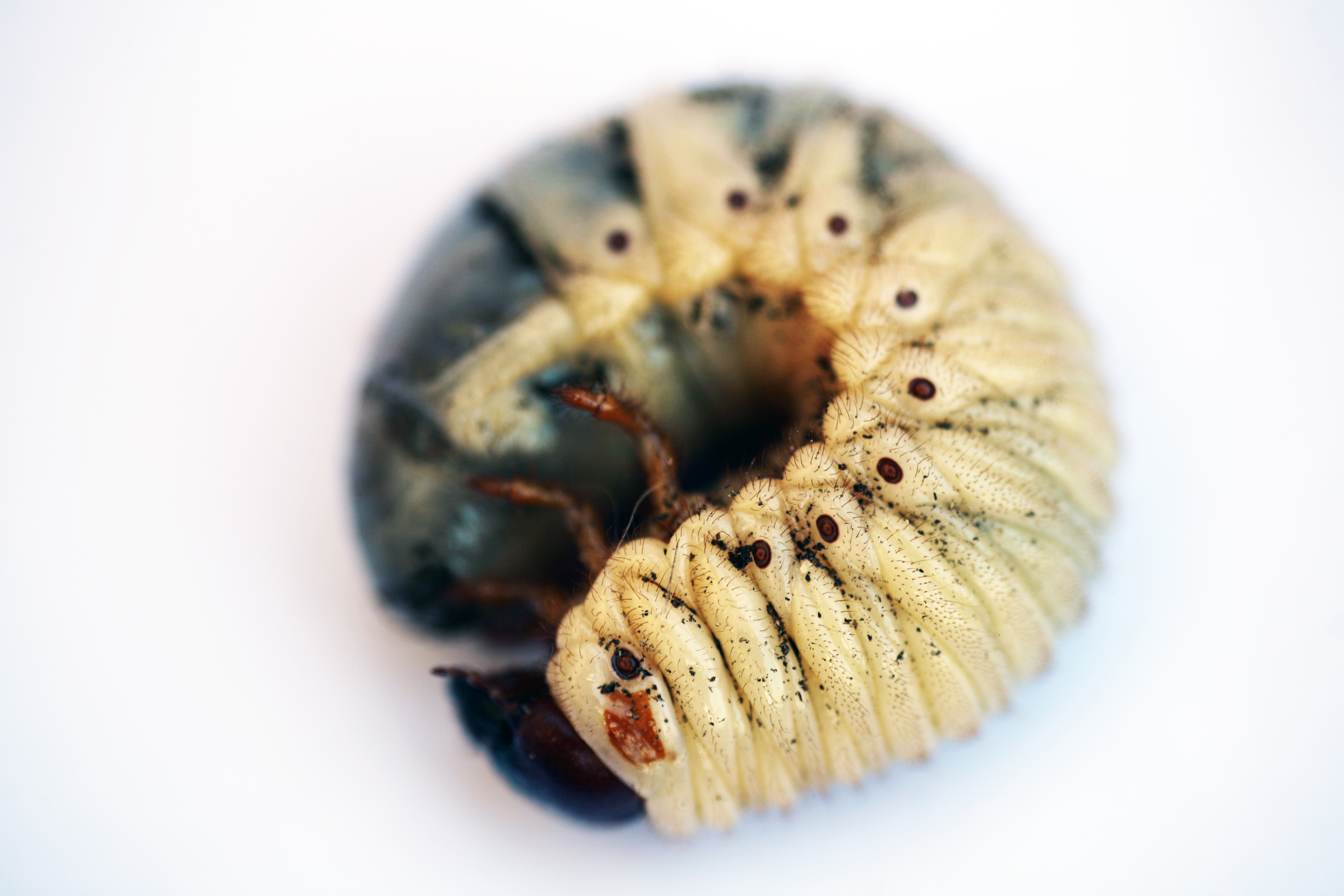
Larve
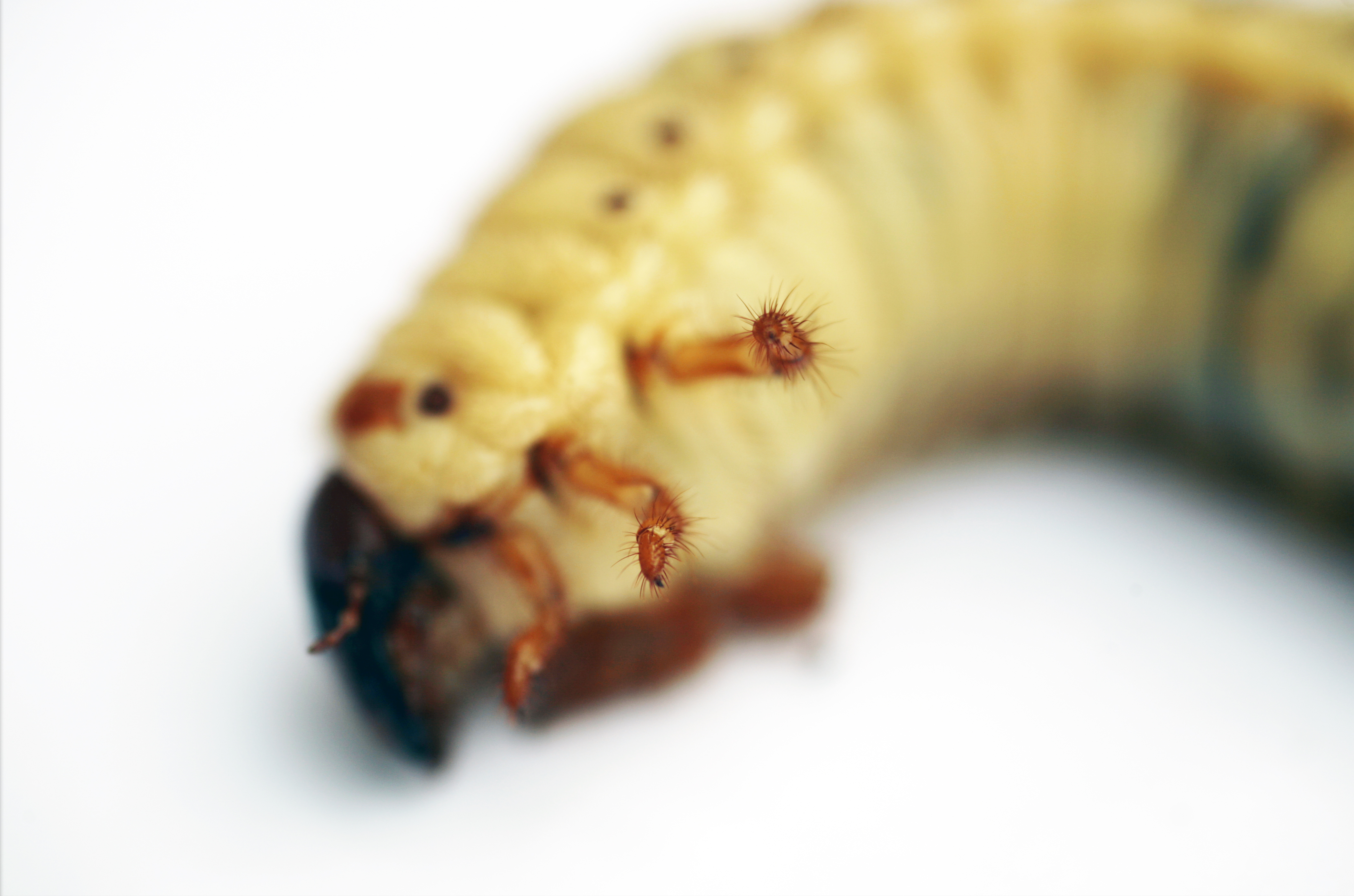
Détails des pattes
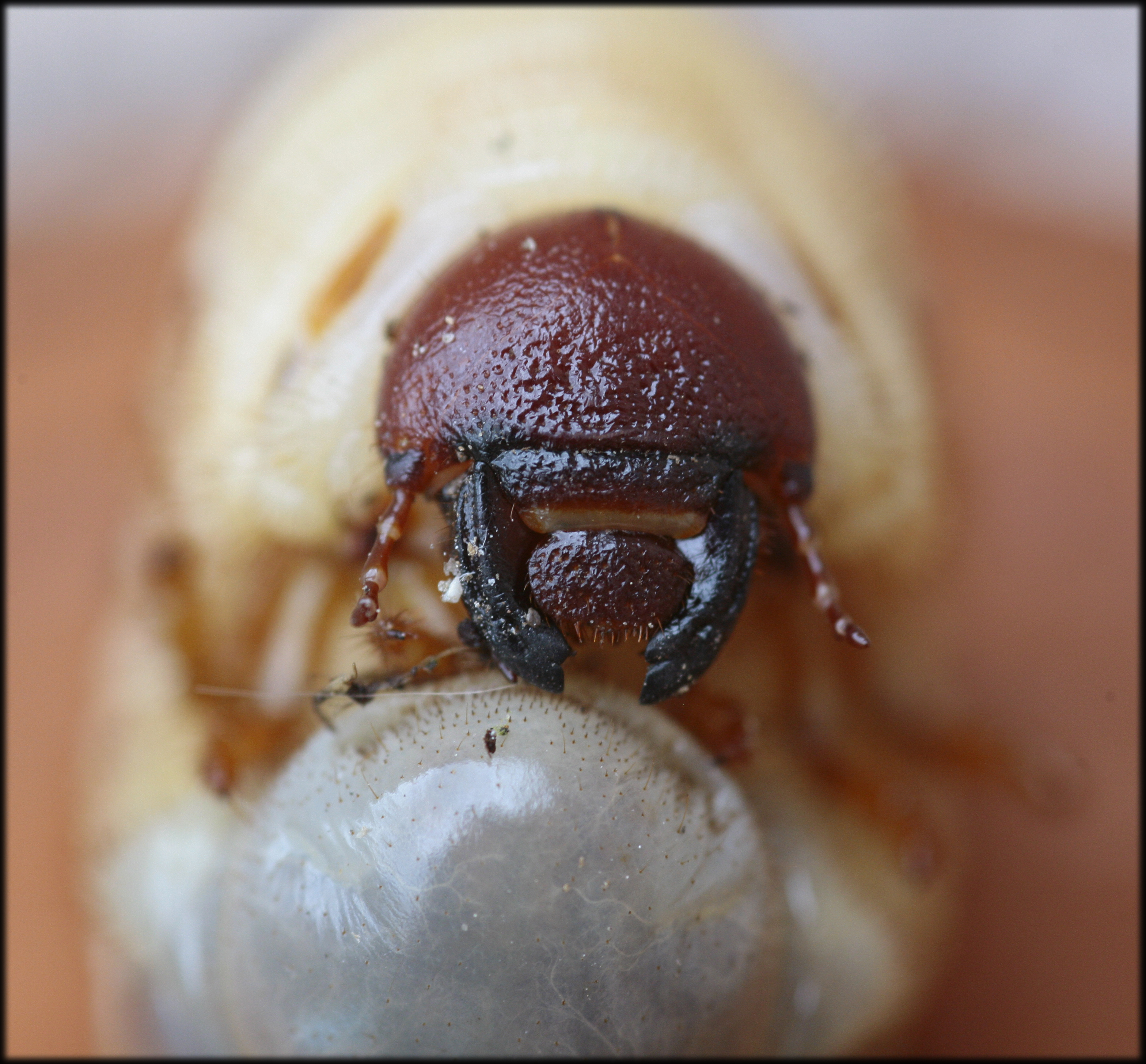
Détails de la tête

## Distribution et variation
En France, on distingue quatre sous-espèces[réf. nécessaire] :
- Oryctes nasicornis nasicornis (Linnaeus, 1746) occuperait la partie occidentale et septentrionale de l'Europe : les Pays-Bas, la Belgique, le Luxembourg, la France du Nord jusqu'au bassin de la Seine, et l'Allemagne.
- Oryctes nasicornis laevigatus (Heer, 1841) coloniserait le Centre et le Sud de la France, atteignant les Pyrénées, le Sud de la Suisse, la plus large part de l'Italie (et selon certains la Corse et la Sardaigne).
- Oryctes nasicornis grypus (Illiger, 1803), se caractérisant par sa plus grande taille et la disparition de la ponctuation des élytres, se rencontrerait en Gascogne a, dans le Languedoc et le Roussillon, la péninsule Ibérique, la Calabre, la Sicile (et selon d'autres la Corse et la Sardaigne) ainsi que dans les pays du Maghreb (au Maroc et en Algérie, depuis la zone côtière jusqu'à plus de 1 000 mètres d'altitude dans l'intérieur).

## Systématique
Le nom valide complet (avec auteur) de ce taxon est Oryctes nasicornis (Linnaeus, 1758).
L'espèce a été initialement classée dans le genre Scarabaeus sous le protonyme Scarabaeus nasicornis Linnaeus, 1758.
Ce taxon porte en français les noms vernaculaires ou normalisés suivants : Scarabée rhinocéros,, Scarabée rhinocéros européen, Rhinocéros.

## Espèces semblables
- Phyllognathus excavatus, de même couleur mais plus petit. Le mâle présente une petite corne céphalique. Souvent jugé nuisible aux vignobles, on le rencontre de mai à septembre dans le Midi de la France, mais il remonte jusqu'à la Vendée.
- Copris lunaris, noir et de plus petite taille. Le mâle présente lui aussi une assez longue corne ; la femelle une courte lame verticale à sommet échancré. Il est assez commun dans toute la France au printemps et en été.